# Melba Pattillo Beals
Melba Joyner Pattillo Beals (7 de diciembre de 1941) es una periodista, activista política y miembro de los Little Rock Nine, un grupo de alumnos afroamericanos que fueron los primeros en ser integrados en el instituto Central High School de Little Rock, Arkansas.  
Melba Pattillo Beals creció en una familia que valoraba la importancia de la educación. Su madre, Lois Marie Pattillo, fue una de las primeras mujeres negras en graduarse en la  Universidad de Arkansas en 1954. Su padre, Howell Pattillo, trabajó para el Missouri Pacific Railroad. Melba tiene un hermano, Conrad S. Pattillo, que trabajó como alguacil en el Distrito Este de Arkansas durante la administración Bill Clinton. Todos ellos vivían con su abuela, India Peyton durante la crisis de los Little Rock Nine. Mientras asistía al instituto para negros Horace Mann High School de Little Rock, Melba era consciente de que no recebiría la misma calidad en la educación que los estudiantes del Central High School. Entonces Pattillo pidió ser transferida a este centro segregado junto a otros ocho estudiantes negros del Horace Mann y del Dunbar Junior High School de Little Rock, Arkansas. Presentarse como voluntaria para este evento significaba ponerse a sí misma en riesgo así como a su familia, colegio y comunidad. En su entrevista con el San Francisco Examiner de 1997, Melba dijo: "En lo que más pienso cuando recuerdo esta época es lo triste que es cuando tienes quince años, porque cuando tienes quince años lo único que quieres es ser querida y aceptada. Yo no estaba preparada para la respuesta que recibiríamos en el colegio".. Pattillo cuenta que el soldado que se le asignó para protegerla le instruyó: "Para superar este año, tendrás que convertirte en un soldado. Nunca dejes que tu enemigo sepa lo que estás sintiendo". Pattillo hizo caso del consejo del soldado y soportó todo lo que pudo el año escolar. Pattillo no llegó a terminar sus estudios en este colegio, ya que el gobernador Orval Faubus cerró todas las escuelas de Little Rock el año siguiente para bloquear la integración.